# Мария Гаштольд
Мария Гаштольд (лит. Marija Goštautaitė; ум. 1501 Пинское княжество) — жена последнего киевского князя Семёна Олельковича, княгиня пинская (1471 — 1501).

## Биография
Из литовского знатного рода Гаштольдов. Дочь виленского и троцкого воеводы Яна Гаштольда и Доротеи. Сведения о её дате рождения отсутствуют. Вышла за последнего киевского князя Семёна Олельковича, у них было 4 детей.
В 1471 году после смерти мужа великий князь литовский Казимир Ягеллончик в качестве компенсации передал Марии Пинское княжество. Она распоряжалась владениями на почти тех же условиях, что и Казимир, но не имела право вмешиваться в дела королевских бояр. Ей было размещено свободно раздавать наделы земли. Однако великий князь литовский имел право отобрать у неё владения, дав в замены деньги.
Мария начала выделять границы княжества. Была установлена граница Пинского княжества, где земли распаханные пинскими крестьянами, вошли в состав княжества. В 1498 году Мария выдала за муж дочь Александру за боровского князя Фёдора Ивановича, который унаследовал Пинск после смерти княгини в 1501 году.

## Семья
Муж — Семён Олелькович князь Киевский
Их дети:
- Константин (?);

- Василий (ум. 1495) — князь Пинский (1471 — 1495);

- София (ум. 7 февраля 1483) — жена Тверского князя Михаила Тверского;

- Александра (ум. 1518) — Пинская княжна, жена Боровского князя Фёдора Ивановича.